# El Puerto, Zacazonapan
El Puerto är en ort i Mexiko.   Den ligger i kommunen Zacazonapan och delstaten Mexiko, i den södra delen av landet, 130 km väster om huvudstaden Mexico City. El Puerto ligger 1 161 meter över havet och antalet invånare är 160.
Terrängen runt El Puerto är huvudsakligen kuperad, men åt nordost är den bergig. Runt El Puerto är det ganska tätbefolkat, med 67 invånare per kvadratkilometer. Närmaste större samhälle är Otzoloapan, 8,2 km norr om El Puerto. Omgivningarna runt El Puerto är en mosaik av jordbruksmark och naturlig växtlighet.